# Darryl Drake
Darryl Drake (Louisville, Kentucky, 1956. december 11. – Latrobe, Pennsylvania, 2019. augusztus 11.) amerikai amerikaifutball-játékos, edző.

## Pályafutása
1975 és 1978 között a Western Kentucky egyetemi csapatában szerepelt, mint wide receiver. 1979-ben a Washington Redskins, 1981-ben az Ottawa Rough Riders, 1983-ban a Cincinnati Bengals játékosa volt, de tétmérkőzésen egyik csapatban sem játszott.
1983 és 2003 között a Western Kentucky, a Georgia, a Baylor és a Texas egyetemi csapatainál edzősködött különböző pozíciókban. 2004-től haláláig az NFL dolgozott wide receiver edzőként. 2004 és 2012 között a Chicago Bears, 2013 és 2017 között az Arizona Cardinals, 2018–19-ben a Pittsburgh Steelers együttesénél.